# Érsekcsanád
Érsekcsanád – wieś i gmina w południowej części Węgier, w pobliżu miasta Baja. Gmina liczy 2846 mieszkańców (styczeń 2011) i zajmuje obszar 58,29 km².

## Położenie
Miejscowość leży na obszarze Wielkiej Niziny Węgierskiej, w komitacie Bács-Kiskun, w powiecie Baja.